# Sri Lanka i olympiska sommarspelen 2016
Sri Lanka deltog med nio deltagare vid de olympiska sommarspelen 2016 i Rio de Janeiro. Ingen av landets deltagare erövrade någon medalj.

## Badminton
| Spelare            | Gren       | Grupp                        | Grupp             | Grupp                          | Eliminering       | Kvartsfinal       | Semifinal         | Final / BM        | Final / BM       |                  |
| Spelare            | Gren       | Motståndare Poäng            | Motståndare Poäng | Placering                      | Motståndare Poäng | Motståndare Poäng | Motståndare Poäng | Motståndare Poäng | Placering        |                  |
| ------------------ | ---------- | ---------------------------- | ----------------- | ------------------------------ | ----------------- | ----------------- | ----------------- | ----------------- | ---------------- | ---------------- |
| Niluka Karunaratne | Herrsingel | Chen L (CHN) L (7–21, 10–21) | Cordón (GUA) W WO | Dziółko (POL) W (21–19, 24–22) | 2                 | Gick inte vidare  | Gick inte vidare  | Gick inte vidare  | Gick inte vidare | Gick inte vidare |

## Friidrott
Förkortningar
- Notera– Placeringar avser endast det specifika heatet.
- Q = Tog sig vidare till nästa omgång
- q = Tog sig vidare till nästa omgång som den snabbaste förloraren eller, i fältgrenarna, genom placering utan att nå kvalgränsen
- NR = Nationellt rekord
- N/A = Omgången fanns inte i grenen
- Bye = Idrottaren behövde inte tävla i omgången

Bana och väg
| Idrottare                  | Gren              | Final    | Final     |
| Idrottare                  | Gren              | Resultat | Placering |
| -------------------------- | ----------------- | -------- | --------- |
| Anuradha Cooray            | Herrarnas maraton | 2:17:06  | 34        |
| Niluka Geethani Rajasekara | Damernas maraton  | 3:11:05  | 129       |

Fältgrenar
| Idrottare         | Gren                    | Kval    | Kval      | Final            | Final            |
| Idrottare         | Gren                    | Distans | Placering | Distans          | Placering        |
| ----------------- | ----------------------- | ------- | --------- | ---------------- | ---------------- |
| Sumeda Ranasinghe | Herrarnas spjutkastning | 71,93   | 36        | Gick inte vidare | Gick inte vidare |

## Judo
| Idrottare           | Gren                     | Omgång 1             | Omgång 2                   | Kvartsfinaler                   | Semifinaler          | Återkval             | Final / BM           | Final / BM       |                  |
| Idrottare           | Gren                     | Motståndare Resultat | Motståndare Resultat       | Motståndare Resultat            | Motståndare Resultat | Motståndare Resultat | Motståndare Resultat | Placering        |                  |
| ------------------- | ------------------------ | -------------------- | -------------------------- | ------------------------------- | -------------------- | -------------------- | -------------------- | ---------------- | ---------------- |
| Chamara Repiyallage | Herrarnas lättvikt −73kg | Bye                  | Waterhouse (ASA) W 100–000 | Sjavdatuasjvili (GEO) L 000–100 | Gick inte vidare     | Gick inte vidare     | Gick inte vidare     | Gick inte vidare | Gick inte vidare |